# Tervajärvi (sjö i Finland, Kymmenedalen)
Tervajärvi är en sjö i Finland. Den ligger i kommunen Kouvola i landskapet Kymmenedalen, i den södra delen av landet, 150 km nordost om huvudstaden Helsingfors. Tervajärvi ligger 78,9 meter över havet. I omgivningarna runt Tervajärvi växer i huvudsak barrskog. Arean är 1,06 kvadratkilometer och strandlinjen är 12,48 kilometer lång. Sjön  ingår i Kymmene älvs huvudavrinningsområde. 